# 中冨記念くすり博物館
中冨記念くすり博物館（なかとみきねんくすりはくぶつかん）は、佐賀県鳥栖市にある公益財団法人中冨記念財団が運営する歴史民俗博物館である。

## 概要
1995年（平成7年）、久光製薬の創業145周年記念の一環として田代売薬の歴史と文化を後世に伝えるために設立される。2010年（平成22年）に公益財団法人へ移行。2016年（平成28年）には田代売薬の製薬・行商に関する道具が「佐賀県重要有形民俗文化財」に指定された。2021年4月に内装デザイン、展示品の見せ方、解説グラフィックなどを一新し、リニューアルオープンした。
- 開館時間：10時から17時（入館は16時30分まで）
- 休館日：毎週月曜日（当日祝日の場合は翌日）および年末年始
- 入館料：大人（一般300円、団体200円）、高・大生（一般200円、団体100円）、小・中生（一般100円、団体50円）
- 施　設：建造物はイタリアの彫刻家、チェッコ・ボナノッテによりデザインされている。エントランスでは彼の作品《生命の種子》が展示されている。
- 1階は「現代のくすり・世界のくすり」をテーマとし、剤形別のくすりの展示、19世紀末にイギリス・ロンドン郊外のハムステッドに建てられた「アルバン・アトキン薬局」の移設展示、昭和期の大型製薬機械などを展示している。
- 2階は「むかしのくすり・田代売薬」をテーマとし、当地で興った製薬業「田代売薬」の行商・製薬道具を中心に、くすりの原料となる生薬などを展示している。田代売薬は江戸時代に、田代地域（現在の鳥栖市から基山町の一帯）に興った配置売薬業であり、富山、大和（奈良県）、近江（滋賀県）にならぶ日本の四大売薬のひとつとされている。
- 屋外には薬木薬草園を併設し、年間を通して350種類の薬用植物が観賞できる。

## 公共交通機関
- JR鳥栖駅よりタクシーで7分、または鳥栖市ミニバス田代地区循環線（火・木・土曜日のみ運行）「中冨記念くすり博物館前」下車徒歩2分
- JR弥生が丘駅よりタクシーで約3分。
- 西鉄小郡駅よりタクシーで約13分